# 阿勒尔河畔温森
阿勒尔河畔温森（德語：Winsen (Aller)），简称温森（德語：Winsen，發音：[ˈvɪnzn̩] ⓘ），是德国下萨克森州策勒县的市镇，面积155.85平方千米，2023年12月31日人口为13,552人。